# Mai 1840

## Événements

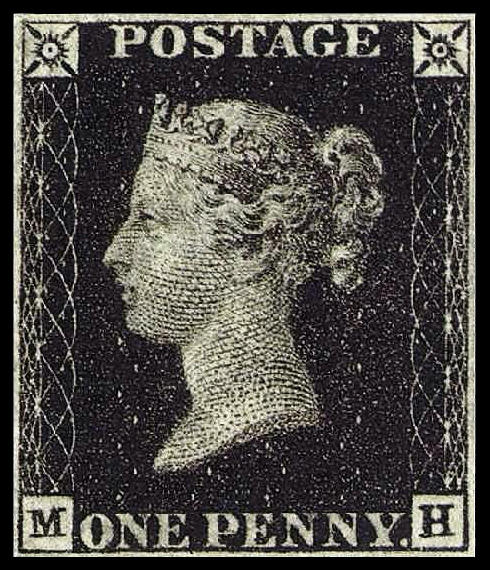
Timbre d’un penny

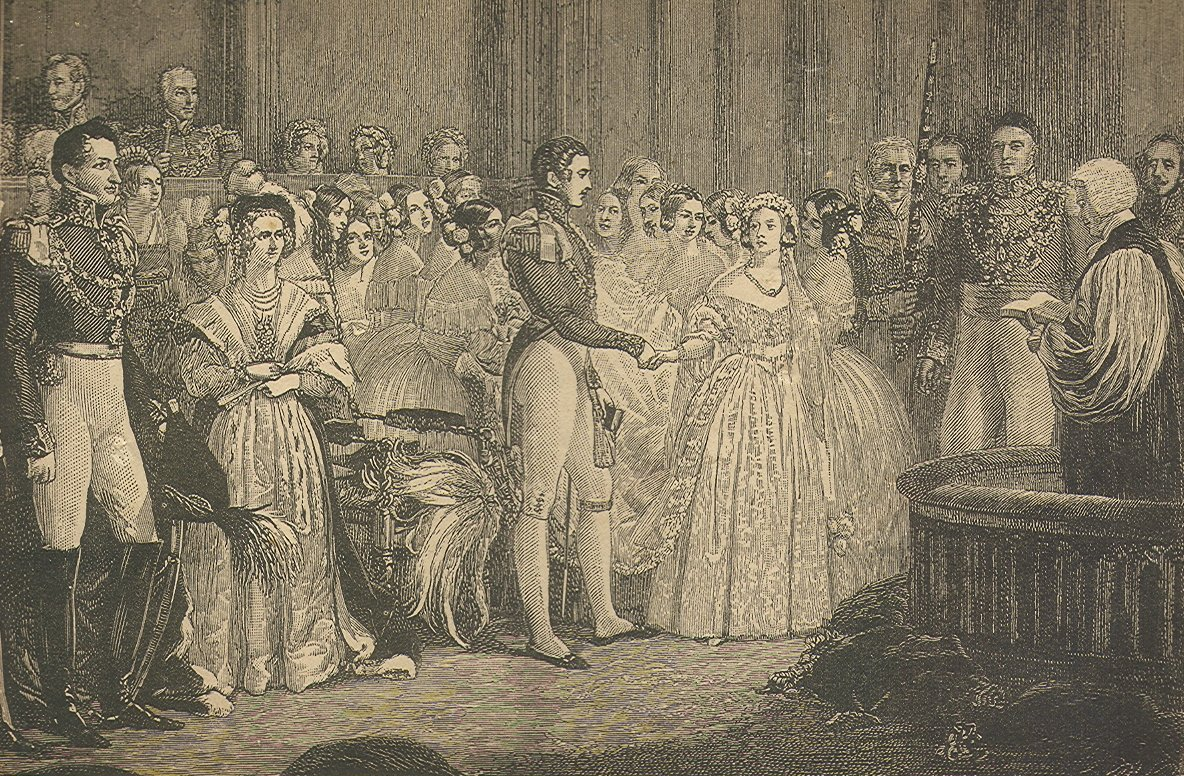
10 février : mariage de Victoria du Royaume-Uni et d'Albert de Saxe-Cobourg-Gotha

- Le Parlement britannique adopte une résolution pour protéger « la liberté de commerce » et inaugure la « diplomatie de la canonnière ». Début de la Première guerre de l'opium en Chine.

- 6 mai : les postes britanniques émettent le premier timbre postal adhésif à l'effigie de la reine Victoria, le Penny Black.

- 9 mai au 20 juin, France : projet de loi sur la réforme des prisons défendu par Alexis de Tocqueville.

- 10 mai : Lajos Kossuth est libéré sur insistance de la diète hongroise. Il s’impose comme chef de l’aile gauche du parti libéral. Il attaque violemment l’Autriche et rompt avec István Széchenyi (1791-1860), jugé trop modéré.

- 12 mai :
  - France : Adolphe Thiers obtient un large crédit afin que le prince de Joinville puisse ramener de Sainte-Hélène les cendres de l'empereur Napoléon Ier.
  - Algérie : franchissement de l'Atlas par l'armée française.

- 16 mai, France :
  - parution des Rayons et les Ombres de Hugo;
  - inauguration de la nouvelle salle de l'Opéra-Comique, place Favart;
  - après son incendie, installation du théâtre du Vaudeville dans l'ancien théâtre des Nouveautés de la place de la Bourse (cf. rue Vivienne). Il avait été fondé en 1791 par le chevalier de Piis et par Barré, par la transformation en une salle de spectacle du Waux-hall d'Hiver, salle de danse située sur une partie des terrains de l'ex-hôtel de Rambouillet, dans la rue de Chartres-Saint-Honoré reliant la place du Palais-Royal à celle du Carrousel. Ce théâtre ayant brûlé dans la nuit du 16 au 17 juillet 1838, sa troupe alla jouer provisoirement dans la salle du Gymnase (cf. bd de Bonne-Nouvelle).

## Naissances
- 7 mai : Piotr Ilitch Tchaïkovski, compositeur russe.
- 13 mai : Alphonse Daudet, écrivain français.
- 15 mai : Henri Cochon de Lapparent, agronome et haut fonctionnaire français.
- 27 mai : Lars Fredrik Nilson (mort en 1899), chimiste suédois.

## Décès
- 2 mai : Pierre-Jacques de Potier (1780-1840), général français
- 4 mai : Carl Ludwig Engel, architecte et peintre allemand et finlandais (° 3 juillet 1778).
- 6 mai : Francisco de Paula Santander, militaire et homme d'État colombien, héros de l'indépendance
- 7 mai : Caspar David Friedrich, peintre allemand (° 5 septembre 1774).
- 16 mai : André Brochant de Villiers (né en 1772), géologue et minéralogiste français.
- 21 mai : Charles François Soisson, militaire français (° 3 juin 1772).
- 27 mai : Niccolò Paganini, violoniste et compositeur italie